# بیرهانو بالو
بیرهانو بالو (انگلیسی: Birhanu Balew؛ زادهٔ ۲۷ فوریه ۱۹۹۶) دونده استقامت اتیوپیایی‌تبار اهل بحرین است.